# 4-硝基溴苯
4-硝基溴苯是一种有机化合物，化学式为C6H4BrNO2，是硝基溴苯的同分异构体之一。它可由过氧化叔丁醇氧化4-溴苯胺制得。溴苯的硝化反应也能得到4-硝基溴苯，同时产生少量2-硝基溴苯作为副产物。它和苯硼酸在碳酸钾和钯催化剂的存在下反应，可以得到4-硝基联苯。